# Julia Hartwig
Julia Hartwig-Międzyrzecka (Lublin, 1921. augusztus 14. – Pennsylvania, USA, 2017. július 14.) lengyel költő, író, műfordító.

## Művei
Verseskötetek
- Pożegnania (1956)
- Wolne ręce (1969)
- Dwoistość (1971)
- Czuwanie (1978)
- Chwila postoju (1980)
- Wybór wierszy (1981)
- Poezje wybrane (1983)
- Obcowanie (1987)
- Czułość (1992)
- Nim opatrzy się zieleń (1995)
- Zobaczone (1999)
- Przemija postać świata (1999)
- Zawsze od nowa: 100 wierszy (1999)
- Wybór wierszy (2000)
- Wiersze amerykańskie (2002)
- Błyski (2002)
- Nie ma odpowiedzi (2001)
- Bez pożegnania (2004)
- W objęciach świata (2004)
- Jasne niejasne (2009)
- Wiersze wybrane (2010)
- Gorzkie żale (2011)
- Powroty (2011)

Gyermekkönyvek
- Jaś i Małgosia (1961)
- Pierwsze przygody Poziomki (1961)
- Tomcio Paluch (1962)
- Pan Nobo. Dalsze przygody Poziomki (1964)
- Zguba Michałka (1969)

Monográfiák
- Apollinaire (1962)
- Gérard de Nerval (1972)

Egyéb művek
- Z niedalekich podróży (1954)
- Jak długo trwać będą dawne imiona (1996)
- Lżejszym głosem: wiersze z różnych lat (1998)
- Zawsze powroty – dzienniki podróży (2001)
- Pięć wierszy (2002)
- Pisane przy oknie (2004)
- Zwierzenia i błyski (2004)
- Wybrańcy losu (2006)
- Podziękowanie za gościnę (2006)
- To wróci (2007)
- Trzecie błyski (2008)
- Zapisane (2013)
- Spojrzenie (2016)

## Magyarul
- Apollinaire; ford. Fejér Irén; Gondolat, Bp., 1968
- Apollinaire; ford. Fejér Irén; Palatinus, Bp., 2000